# Фурманівська сільська рада (Кілійський район)
Фурма́нівська сільська́ ра́да — колишня адміністративно-територіальна одиниця та орган місцевого самоврядування в Кілійському районі Одеської області. Адміністративний центр — село Фурманівка.

## Загальні відомості
Фурманівська сільська рада утворена в 1954 році.
- Територія ради: 108,93 км²
- Населення ради: 1 468 осіб (станом на 2001 рік)

## Населені пункти
Сільській раді підпорядковані населені пункти:
- с. Фурманівка

## Населення
Згідно з переписом 1989 року населення сільської ради становило 1552 особи, з яких 733 чоловіки та 819 жінок.
За переписом населення 2001 року в сільській раді мешкало 1426 осіб.

### Мова
Розподіл населення за рідною мовою за даними перепису 2001 року:
| Мова       | Відсоток |
| ---------- | -------- |
| румунська  | 76,7 %   |
| російська  | 12,81 %  |
| українська | 7,02 %   |
| болгарська | 1,91 %   |
| гагаузька  | 1,02 %   |

## Склад ради
Рада складається з 16 депутатів та голови.
- Голова ради: Коваль Петро Георгійович
- Секретар ради: Чебан Анжела Дмитрівна

### Керівний склад попередніх скликань
| Прізвище, ім'я, по батькові   | Основні відомості                                                                   | Дата обрання | Дата звільнення |
| ----------------------------- | ----------------------------------------------------------------------------------- | ------------ | --------------- |
| Головачов Павло Олександрович | Сільський голова, 1960 року народження, безпартійний                                | 26.03.2006   | 01.02.2008      |
| Муту Захарій Васильович       | Сільський голова, 1953 року народження, освіта вища, член Селянської партії України | 31.10.2010   | 18.03.2012      |
| Коваль Петро Георгійович      | Сільський голова, 1971 року народження, освіта вища, член Партії регіонів           | 18.03.2012   |                 |

Примітка: таблиця складена за даними сайту Верховної Ради України

### Депутати
За результатами місцевих виборів 2010 року депутатами ради стали:

#### За суб'єктами висування
| Суб'єкт висування            | Кількість обраних депутатів | %    |
| ---------------------------- | --------------------------- | ---- |
| Партія регіонів              | 10                          | 62,5 |
| Самовисування                | 3                           | 18,8 |
| Комуністична партія України  | 2                           | 12,5 |
| Соціалістична партія України | 1                           | 6,3  |

#### За округами
| № округу                     | Прізвище, ім'я, по батькові    | Дата визнання обраним | Освіта  | Партійна приналежність | Відомості про обраного депутата                                                   |
| ---------------------------- | ------------------------------ | --------------------- | ------- | ---------------------- | --------------------------------------------------------------------------------- |
| Комуністична партія України  |                                |                       |         |                        |                                                                                   |
| 6                            | Кузюма Тетяна Степанівна       | 02.11.2010            | вища    | позапартійна           | пенсіонер                                                                         |
| 16                           | Кірон Людмила Вікторівна       | 02.11.2010            | вища    | позапартійна           | Фурманівська загальноосвітня школа I-III ст., вчитель                             |
| Партія регіонів              |                                |                       |         |                        |                                                                                   |
| 1                            | Чебан Анжела Дмитрівна         | 02.11.2010            | середня | член Партії регіонів   | Фурманівська сільська рада, секретар                                              |
| 3                            | Адарма Володимир Володимирович | 02.11.2010            | середня | член Партії регіонів   | сільськогосподарський виробничий кооператив «Вікторія», завскладу                 |
| 4                            | Работа Лілія Сергіївна         | 02.11.2010            | середня | член Партії регіонів   | ощадбанк 6731/12, касир-контролер                                                 |
| 5                            | Сирбу Степан Мирчевич          | 02.11.2010            | середня | член Партії регіонів   | сільськогосподарський виробничий кооператив «Вікторія», завідувач ОТФ             |
| 7                            | Ботня Віоріка Іванівна         | 02.11.2010            | середня | член Партії регіонів   | Фурманівська загальноосвітня школа I-III ст., комірник                            |
| 8                            | Артеменко Галина Степанівна    | 02.11.2010            | вища    | член Партії регіонів   | приватний підприємець                                                             |
| 9                            | Буркан Антоніна Михайлівна     | 02.11.2010            | середня | член Партії регіонів   | приватний підприємець                                                             |
| 12                           | Кірова Раїса Іллівна           | 02.11.2010            | середня | член Партії регіонів   | Фурманівська сільська рада, головний бухгалтер                                    |
| 13                           | Чернега Анатолій Іванович      | 02.11.2010            | середня | член Партії регіонів   | сільськогосподарський виробничий кооператив «Вікторія», інженер будівельних робіт |
| 15                           | Триколіч Петро Іванович        | 02.11.2010            | вища    | член Партії регіонів   | сільськогосподарський виробничий кооператив «Вікторія», головний зоотехнік        |
| Соціалістична партія України |                                |                       |         |                        |                                                                                   |
| 10                           | Кичук Любов Захарівна          | 02.11.2010            | середня | позапартійна           | Фурманівська ветеринарна дільниця, ветфельдшер                                    |
| Самовисування                |                                |                       |         |                        |                                                                                   |
| 2                            | Волошина Оксана Пилипівна      | 02.11.2010            | середня | позапартійна           | приватний підприємець                                                             |
| 11                           | Сергій Ольга Іванівна          | 02.11.2010            | середня | позапартійна           | Фурманівська загальноосвітня школа I-III ст., бібліотекар                         |
| 14                           | Парван Віктор Давидович        | 02.11.2010            | середня | позапартійний          | Кілійське управління водного господарства, машиніст                               |